# I Will Keep My Head Down
I Will Keep My Head Down is een nummer van de Haagse rockband Kane uit 2000. Het is de derde single van hun debuutalbum As Long as You Want This.
"I Will Keep My Head Down" is geschreven na het overlijden van een vriend van zanger Dinand Woesthoff. Tijdens concerten kondigt Woesthoff het nummer vaak aan met 'deze is voor dode vrienden'. Het nummer werd een kleine hit in Nederland en bereikte de 12e positie in de Nederlandse Top 40. 